# John Boyd Dunlop
John Boyd Dunlop (Dreghorn, North Ayrshire, Escócia, 5 de fevereiro de 1840 – Dublin, 23 de outubro de 1921) foi um inventor escocês fundador da empresa de pneumáticos que leva seu nome, Dunlop Tyres.
Ele nasceu em uma fazenda em Dreghorn, North Ayrshire, e estudou medicina veterinária na Dick Vet, pertencente à University of Edinburgh, profissão que ele exerceu em casa durante quase dez anos, mudando-se então para Belfast, onde é agora a Irlanda do Norte, em 1867.
Em 1887, ele desenvolveu e testou o primeiro pneu para o triciclo de seu filho, e patenteou-o em 7 de dezembro de 1888. No entanto, dois anos após sua solicitação de patente ele foi oficialmente informado que ela era inválida, pois o inventor escocês Robert William Thomson havia patenteado a ideia na França em 1846 e nos Estados Unidos em 1847. O desenvolvimento de pneumáticos por Dunlop chegou em um momento crucial para o desenvolvimento das rodovias. 
A produção comercial iniciou-se em 1890 em Belfast. Dunlop associou sua patente a William Harvey Du Cros, em troca de 1.500 ações na empresa resultante, e acabou não fazendo qualquer grande fortuna por sua invenção. Dunlop morreu em  Dublin.
Em 2005 foi incluído no Automotive Hall of Fame. Está sepultado no Cemitério Deans Grange.